# トマトサンドイッチ
トマトサンドイッチ（英: tomato sandwich）はサンドイッチの一種で、米国南部では郷土食とみなされている。一般的なレシピでは、完熟か過熟にしたエアルーム種のトマトを用い、マヨネーズと塩コショウで味付けし、大手メーカー製の柔らかい白パンで挟む。汁を垂らしながら食べるものとされている。

## 概要
デジタルメディアの『テイスティング・テーブル』によると、もっとも古いトマトサンドイッチへの言及は1911年のバージニア・クロニクル紙だと考えられている。『グイネット・マガジン』誌によると、同記事は昼食にトマトサンドイッチ、スイカ1切れ、アイスティー、ココナツクリームパイ1切れを摂ったと語る男性を紹介している。
トマトサンドイッチは米国南部の郷土食と考えられており、『Yahoo! News』によると南部の食文化において重要な地位を占めている。ジョージア・パブリック・ブロードキャスティングのデジタルメディア『サルヴェーション・サウス』の編集者チャック・リースは、論争が盛んな米国南部においてもトマトサンドイッチは全員の意見が一致する一品だと語っている。ニューヨーク・タイムズ紙は南部人が年間を通じて心待ちにするサンドイッチとした。ジェン・ライスは『ガーデン&ガン』誌でマヨネーズをたっぷり塗ったトマトの味は私たちの夏の記憶に深く組み込まれていて、DNAの一部と言ってもいいと書いた。
南部以外の米国各地ではトマトサンドイッチは普及しておらず、からかいの対象にさえなる。シアトルのグルメ評論家ジェラルディン・デルイターは「トマトサンドイッチ」はサンドイッチとは言えない。BLTを作る材料がなかっただけと述べて物議をかもした。ニューヨーク・タイムズが報じたところでは、ノースカロライナのYouTuberであるSouthernASMRはトマトサンドイッチを作って食べる動画を配信したことで多くの非南部人から口撃を受けた。コメントの中にはトマトサンドイッチを「キモい（→gross）」とするものがあった。『サザン・リビング』誌の寄稿者リック・ブラッグは、トマトサンドイッチのことを知った非南部人の反応としてよくあるのは「オエッ（→yuck）」だと書いている。

## 材料

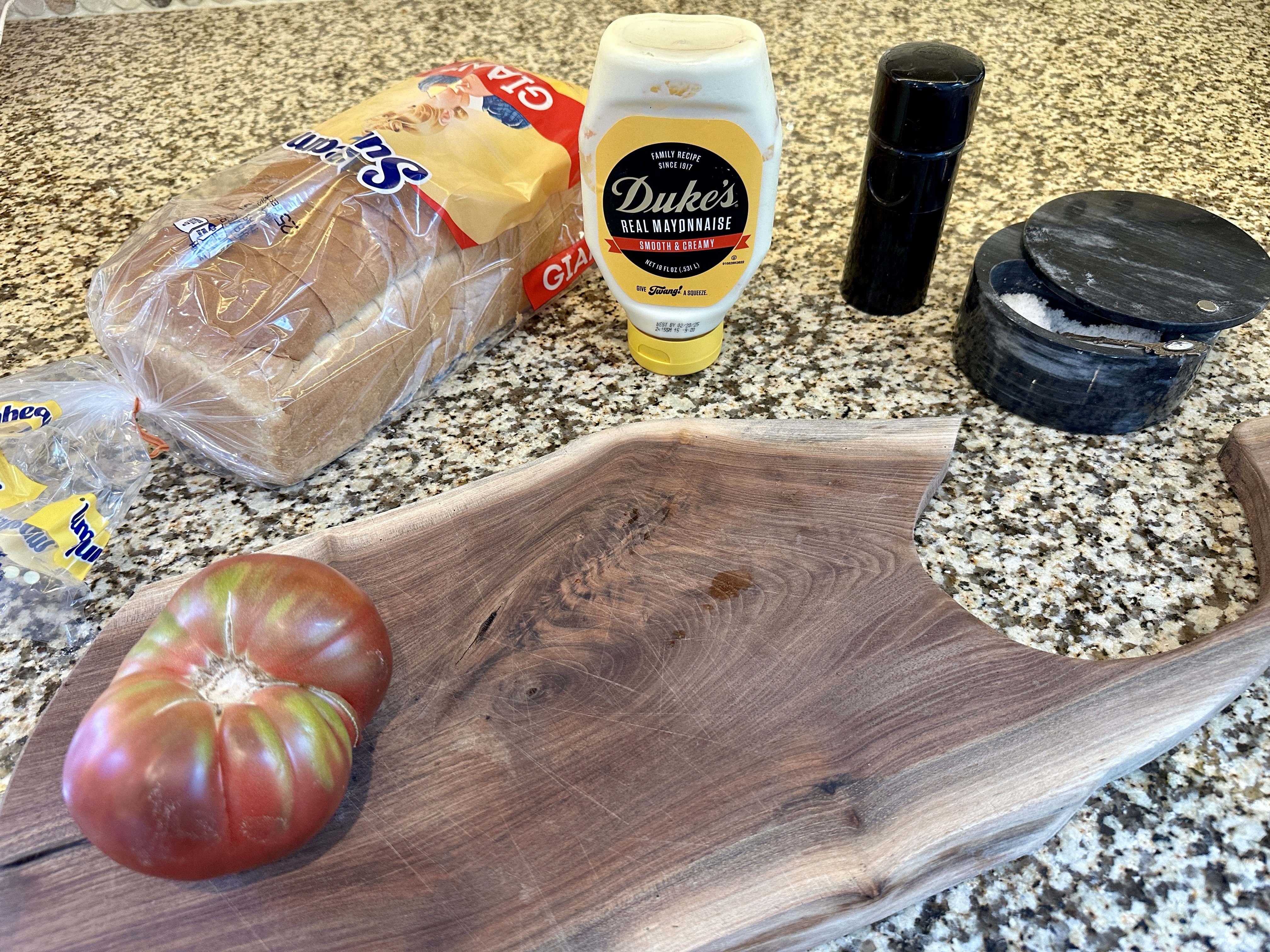
トマトサンドイッチの材料。

南部風トマトサンドイッチの材料は柔らかい白パン、マヨネーズ、塩コショウである。『サザン・リビング』誌は、この基本公式 … から作られるものが南部の理想であり、まさしく南部の夏の味覚だと書いている。マリリン・シュワルツは著書『サザン・ベル・プライマー』（→南部婦人入門）でクリエイティブな気分のときはニンニクを少々加えたり、大胆なあなたはカレー粉を少し振ってもいいでしょうと書いた。

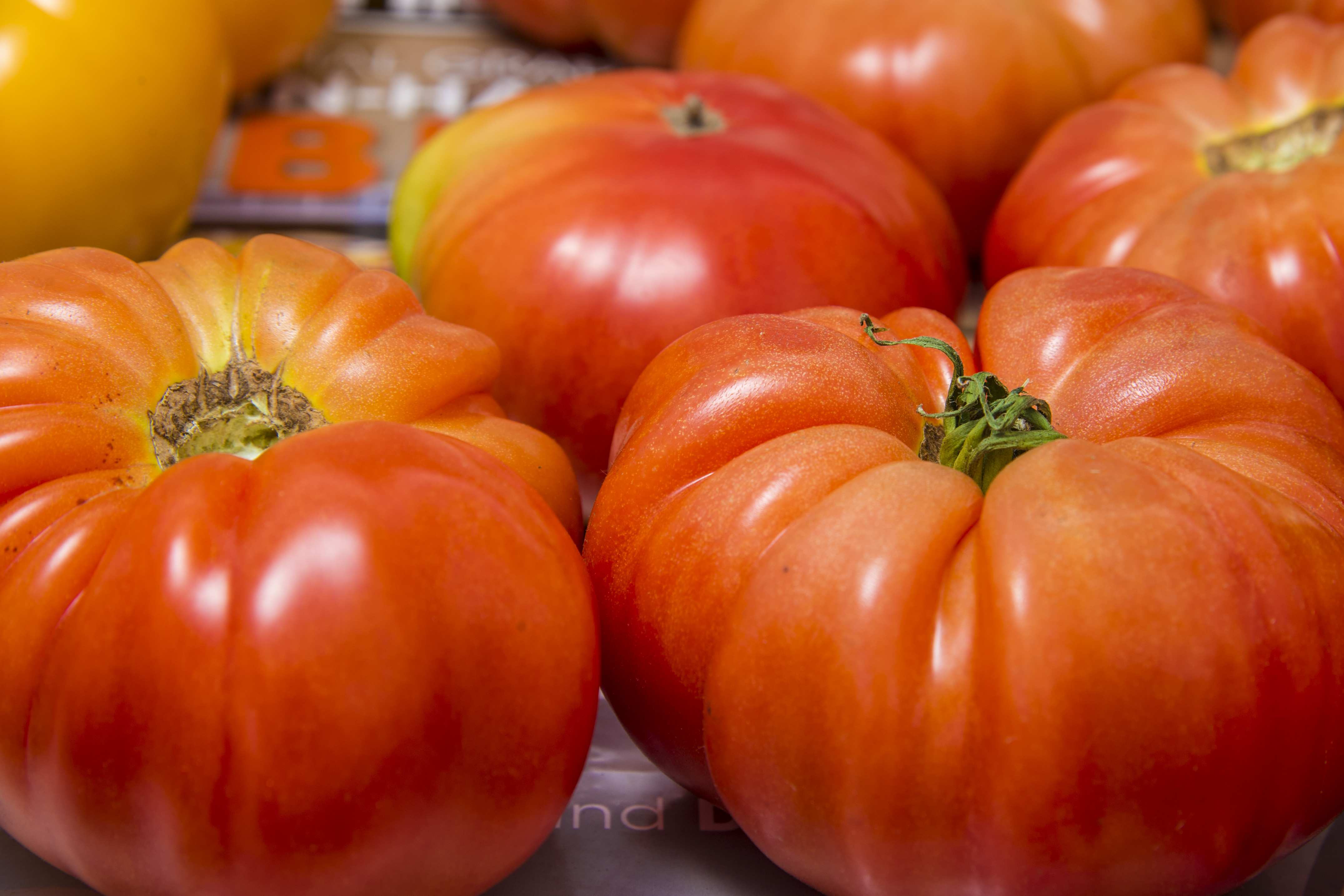
エアルーム種のトマト。

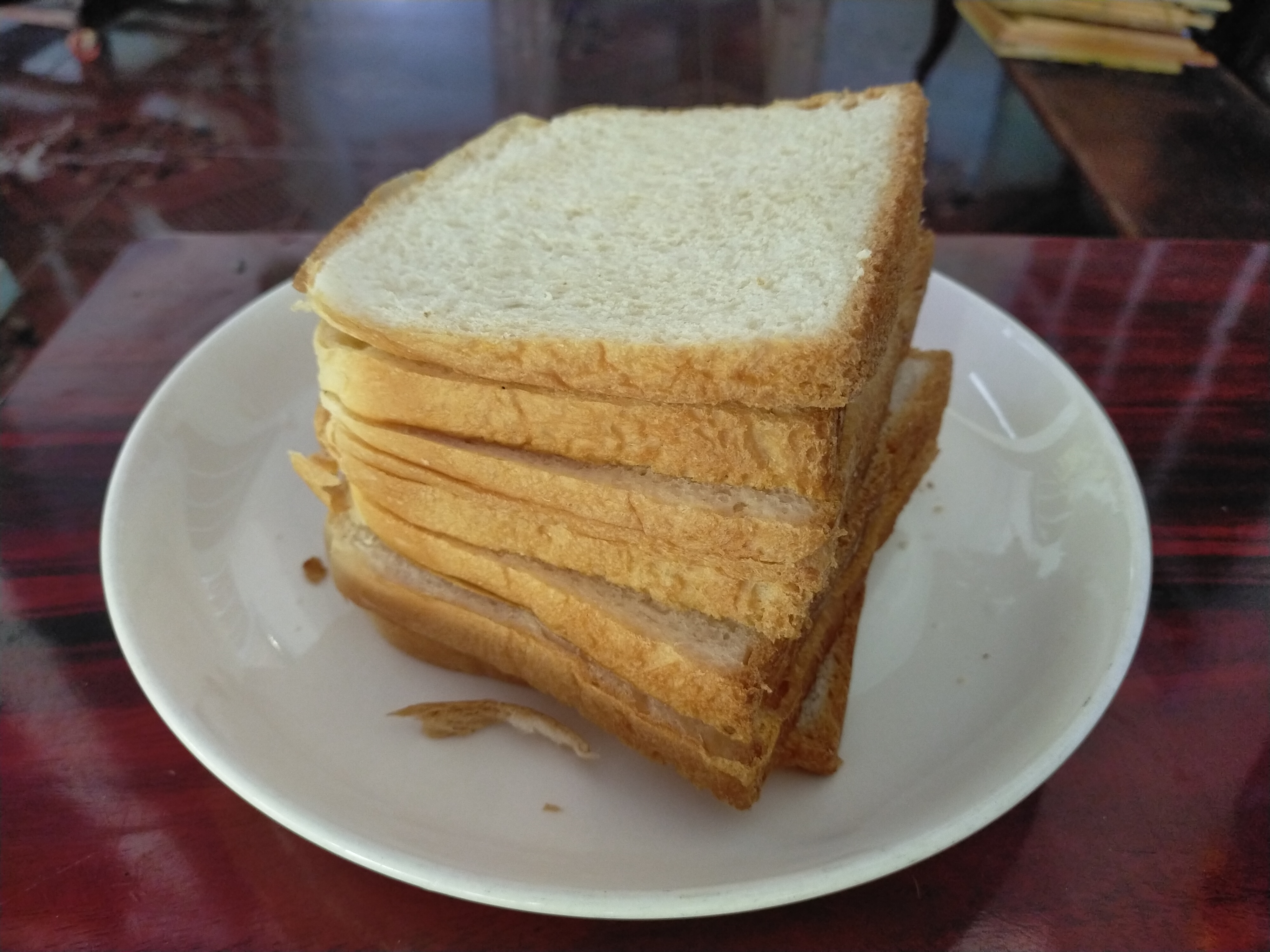
スライスした市販の食パン。

トマトサンドイッチは完熟か過熟まで熟した自家栽培か産地直送のトマトで作るのが理想だとされている。『サザン・リビング』、『シリアス・イーツ』、『ザ・ビター・サザナー』などのメディアによると、スーパーマーケットで販売される大量生産のトマトは未熟な状態で収穫されて冷蔵保存されることがままあり、ジューシーさ、甘さ、風味の奥行に劣るとされている。そのため一般にビーフステーク・トマトのようなエアルーム種が推奨される。パンとサイズが同じくらいで厚さがそれ以上のトマトスライスを用いると1枚で十分な具となり、薄切りのように食べるときはみ出すこともない。
南部ではよくトマトサンドイッチに用いるパンやマヨネーズの種類について大真面目な議論が交わされる。もっとも用いられるパンは大手メーカー製の柔らかいサンドイッチ用パンで、代表的なブランドはサンビーム、サラ・リー、ワンダーブレッドである。それ以外にもハッラー、ブリオッシュ、日本風食パンのような柔らかい白パンが使われることもあるが、著名な南部人の料理人ビル・スミスはスーパーで売っている白パンの中で一番安いものを使ってください。… 職人手作りのような高級パンは一切使ってはいけませんと述べている。エアルーム・トマトの専門家ジョン・コイケンドールは『ハフポスト』の取材に答えて昔からある安い白パンを用意しなければいけません。いつもならまず手が出ないようなものです。そういうパンの存在意義はたった一つ、トマトサンドイッチですと語った。パンはトーストしないレシピの方が南部では一般的である。マイク・バーンハートは『デイヴィー・カウンティ・エンタープライズ・レコード』紙でトーストしたBLT、アリ。トーストしたトマトサンドイッチ、ナシと書いている。
チャック・リースによると、トマトサンドイッチに用いるマヨネーズの銘柄の好みではデュークズ派とブループレート派が「戦争」と言われるほど争い合ってきた。一部にヘルマンズ派もいるが、リースは「何があってもヘルマンズを使ってはいけない。あれはニューヨーク発祥だ」と書いている。時にはキユーピーマヨネーズが好まれることもある。
ジョージア州の雑誌『グイネット・マガジン』の読者が選んだ「公式のレシピ」は以下のようなものである。
2枚の食パン（トーストはしない。焼きたてで歯の裏にくっつくくらいしっとりしたもの）、地元産の完熟収穫トマト（皮は剥かない。流しの上で食べないといけないくらい汁気の多いもの）、黒コショウと塩、たっぷりのマヨネーズ（ミラクル・ホイップはNG）。—ニューヨークタイムズ (2013) による引用
ワシントン・ポスト紙もトマトサンドイッチの正しい作成法を提案している。
柔らかいパンを選びましょう。職人手作りのマルチグレインだのクラスティーブレッドの出る幕ではありません。トマトは厚切り（1/2インチ）にして、1切れだけでパンに挟むのに十分なサイズのものを使いましょう。デュークズやブループレートのような南部産のマヨネーズを選んでください。味付けは少しの塩コショウだけで。ひと手間加えたいという気持ちは我慢してください。トマトの味を際立たせるのがポイントです。それでは袖をまくり上げて、たくさんナプキンを用意して、そうでなければ流しの上で食べましょう。
自家産や地元産のトマトは季節物であるため、トマトサンドイッチは夏に食べる食品とみなされている。

### バリエーション
トマトの旬が近づくと、古典的なトマトサンドイッチをアレンジしたレシピが各メディアで紹介される。その多くは南部以外が発祥である。アレンジにはタマネギ、バジル、パセリ、アンチョビ、チーズなどの追加の食材を加えるものや、全粒粉パンもしくは高級なロールパンやビスケットを用いるもの、パンをトーストしたりオープンサンドイッチにするもの、ドライトマトなどを加えてマヨネーズを香り付けするものがある。
リサ・カラン・マットは『テイスティング・テーブル』にある種の夏の食べ物はそのままの形ですでに完璧だ。古典を改良すると称してあれこれ手を加えようと考えるのは滑稽だと書いた。ジョー・ヨーナンはワシントン・ポスト紙への寄稿でチーズやら、バジルやら、ベーコンやら、リコッタやら、アボカドやらを足すならそうすればいい。どれも結構だが、それは南部のトマトサンドイッチではないとした。料理本の著者ヴァージニア・ウィリスはワシントン・ポスト紙上で職人の手作りパンは好きだけど、トマトサンドイッチを食べたいときは別の話と語った。ベッティーナ・マカリンタールは『ヴァイス・メディア』で、[食材を追加すると] それもサンドイッチとは言えるだろうが、トマトサンドイッチではないと書いた。料理人のジェイミー・シンプソンは古典的なレシピに手を加える必要はないと主張し、私たちがクリエイティブな自由を敢えて行使しない料理はわずかだが、トマトサンドイッチはその一つだと述べている。

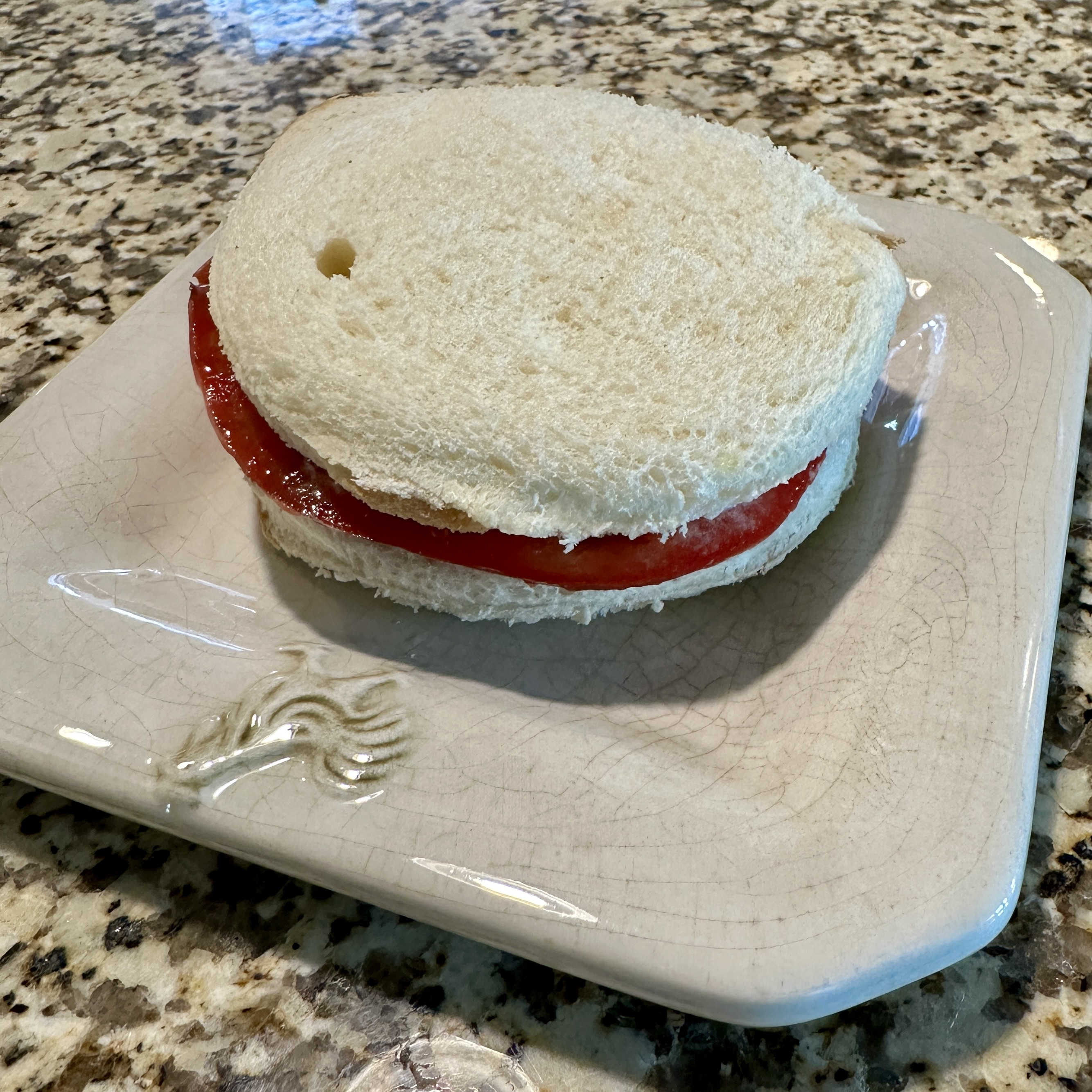
ヴィックスバーグ風トマトサンドイッチ。

#### ヴィックスバーグ風トマトサンドイッチ
ヴィックスバーグ風トマトサンドイッチはティーサンドイッチの一種で、一般的なトマトサンドイッチと同じ材料を用いるが形は円形で、トマトをパンと同じサイズに丸くカットした上で、種がこぼれないように取り除く。カクテルパーティーのような宴席でオードブルとして供されることが多い。1991年の書籍『サザン・ベル・プライマー』によると、ヴィックスバーグ風のサンドイッチは宴会のもてなしに欠かせない。

## 作成法と食べ方

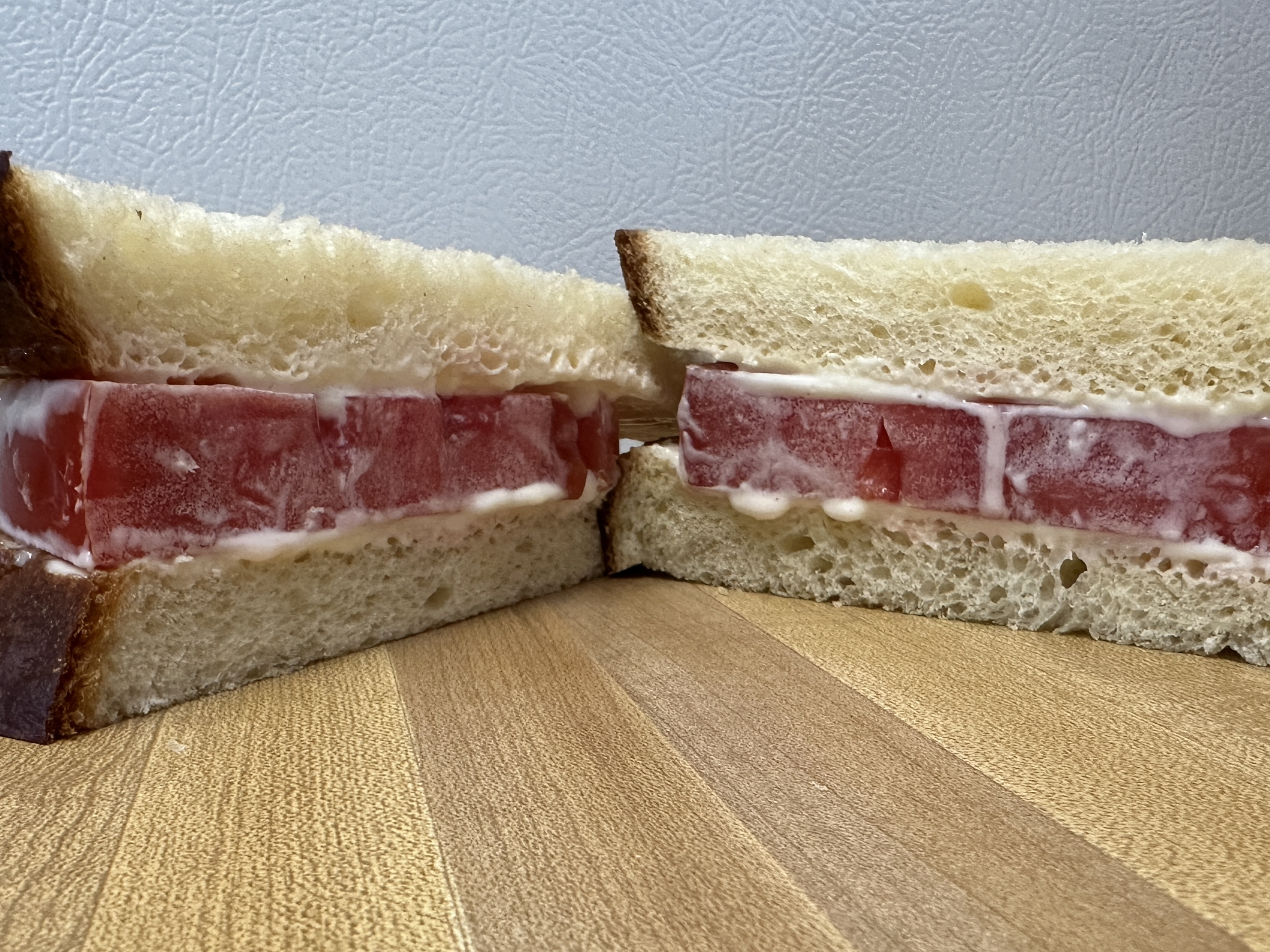
トマトサンドイッチの断面。

トマトを薄く、小さくスライスすると食べるときに飛び出すことがあるため、レシピによってはパンと同じくらい厚く、大きくスライスできるサイズのトマトを使うよう指定している。サンドイッチを作ってから数分寝かせることで塩を振ったトマトから出た汁気をマヨネーズやパンに吸わせるレシピもあるが、パンがべちゃつかないように作ったらすぐに食べるよう勧めているレシピもある。トマトサンドイッチは汁が垂れやすいため愛好家の間では流しの上で食べることが勧められており、そのように汁が垂れやすいことが優れたトマトサンドイッチの基準とされることもある。アーネスト・マシュー・ミックラーは著書『ホワイト・トラッシュ・クッキング』で「キッチンシンク（→流し台）・トマトサンドイッチ」という名のレシピを紹介している。

## イベント
アラバマ州政府は2000年代初頭から年に一度トマトサンドイッチの昼食会を開催している。ノース・ジョージア大学は2010年代後半以来、毎年の奨学金授与式をトマトサンドイッチ夕食会の席上で行っている。